# Кущ Павло Анатолійович
Павло́ Анато́лійович Кущ (нар. 22 серпня 1988, П'яндж, Хатлонський вілоят, Таджикистан) — український спортсмен, спеціаліст зі змішаних бойових мистецтв. Чемпіон України з панкратіону (2008 рік) і бойового самбо (2008 рік). Чемпіон світу з бойового самбо (2008 рік).
В змішаних єдиноборствах: чемпіон України у ваговій категорії до 84 кг, лідер Національного бійцівського рейтингу України у ваговій категорії до 84 кг за версією M-1 (2009 рік).
Спортивні звання:
- Майстер спорту з панкратіону.
- Майстер спорту міжнародного класу з бойового самбо.

## Кар'єра в змішаних бойових мистецтвах
Професійний дебют Куща у боях змішаного стилю відбувся на початку 2009 року. Протягом року він брав участь у змаганнях чемпіонату України під егідою організації M-1. У фіналі чемпіонату переміг іншого українського бійця Василя Новікова, де-факто двічі: Новіков заперечував здачу від заломлення ліктя, застосованого Кущем в першому раунді, і рефері вирішив поновити бій; у другому раунді Павло Кущ переміг свого суперника задушенням руками з-за спини. Протягом 2010–2011 років боєць виступав в основному за кордоном, двічі програвав нокаутами кавказьким бійцям у Росії, а також здобув п'ять перемог підкореннями поспіль.
На початку 2012 року Павло Кущ підписав контракт із престижною європейською організацією «Cage Warriors». У дебютному бою під егідою цього чемпіонату отримав швидку перемогу підкоренням (больовим прийомом на плечовий суглоб) за 30 секунд. У квітні 2012 року Кущу випала нагода взяти участь у міжнародному Гран-прі «Cage Warriors», метою якого був розіграш титулу чемпіона у середній ваговій категорії. Павло Кущ який попередньо не брав участі в турнірі, замінив травмованого Кріса Філдса у півфінальному бою турніру. Свого суперника Джона Філліпса, — популярного британського бійця і фаворита турніру, — Павло переміг підкоренням (больовим прийомом на колінний суглоб) за 25 секунд. У фіналі турніру Кущ мав зустрітися із шведським бійцем Віктором Ченгом, але той вибув через травму. Йому на заміну організатори турніру виставили саме Кріса Філдса, що його місце зайняв у півфіналі Кущ. Бій між Філдсом та Кущем відбувся на фіналі турніру 1 вересня 2012 року в Аммані, Йорданія. У бою в Куща виникли значні проблеми із витривалістю: вже наприкінці першого раунду боєць виснажився. Протягом змагання всі ефективні атаки Куща були виконані в партері, всі ефективні атаки Філдса — в стійці. Ударні атаки Філдса та функціональний спад Куща призвели до поразки останнього. Рефері зупинив чемпіонський бій у третьому раунді.
У 2013 році Кущ двічі виступив у Росії: програв португальцю Рафаелу Сілві нокаутом на турнірі у Краснодарі, а згодом, у Грозному, переміг підкоренням англійця Кріса Скотта. Обидва поєдинки завершились у першому раунді.

## Статистика в змішаних бойових мистецтвах
| Результат | Противник              | Спосіб                               | Раунд | Час  | Дата              | Місце                  | Подія                                                    | Примітки                                                      |
| --------- | ---------------------- | ------------------------------------ | ----- | ---- | ----------------- | ---------------------- | -------------------------------------------------------- | ------------------------------------------------------------- |
| Перемога  | Крістофе Вандіжк       | KO/TKO                               | 2:26  | 1    | 10 грудня 2016    | Касроуюан, Ліван       | Турнір Phoenix FC 1                                      |                                                               |
| Перемога  | Луїз Дутра-молодший    | KO/TKO                               | 4:37  | 1    | 25 червня 2016    | Ціньдао, Китай         | Турнір Rebel FC 4: Battle Royale Ascension               |                                                               |
| Перемога  | Валентин Тростянчук    | KO/TKO                               | 0:00  | 3    | 29 травня 2016    | Київ, Україна          | Турнір ECSF: Sirius Cup 2                                |                                                               |
| Перемога  | Алік Тейко             | Підкорення (захват)                  | 1     | 3:24 | 13 травня 2016    | Таллін, Естонія        | Number ONE Fight Show: Season 5                          |                                                               |
| Перемога  | Євгеній Дягільов       | Підкорення (больовий на руку)        | 1     | 3:24 | 12 березня 2016   | Черкаси, Україна       | Турнір ECSF: Sirius Cup                                  |                                                               |
| Перемога  | Олексій Плохіх         | Підкорення (задушливий прийом)       | 1     | 1:10 | 12 березня 2016   | Київ, Україна          | Турнір ECSF: Sirius Cup                                  |                                                               |
| Перемога  | Шота Лагвілава         | Підкорення (больовий прийом на ногу) | 1     | 2:11 | 18 квітня 2014    | Баку, Азербайджан      | Турнір Grand European Fighting Championship              |                                                               |
| Перемога  | Алекс Іримек           | Підкорення (больовий прийом на руку) | 1     | 0:55 | 8 грудня 2013     | Київ, Україна          | Турнір «GEFC: Warriors Empire»                           |                                                               |
| Перемога  | Кріс Скотт             | Підкорення (больовий прийом на ногу) | 1     | 2:59 | 24 серпня 2013    | Грозний, Росія         | Турнір «CWFC 58»                                         |                                                               |
| Поразка   | Рафаел Сілва           | Нокаут (удар кулаком)                | 1     | 4:28 | 2 березня 2013    | Краснодар, Росія       | Турнір «Tech Krep FC 1»                                  |                                                               |
| Поразка   | Кріс Філдс             | Технічний нокаут (рішення рефері)    | 3     | 2:05 | 1 вересня 2012    | Амман, Йорданія        | Турнір «CWFC Fight Night 7»                              | Бій за вакантний титул чемпіона у середній ваговій категорії. |
| Перемога  | Джон Філліпс           | Підкорення (больовий прийом на ногу) | 1     | 0:25 | 12 квітня 2012    | Амман, Йорданія        | Турнір «CWFC Fight Night 5»                              |                                                               |
| Перемога  | Олександр Старіков     | Підкорення (больовий прийом на руку) | 1     | 0:30 | 23 лютого 2012    | Київ, Україна          | Турнір «CWFC 46»                                         |                                                               |
| Поразка   | Бєслан Ісаєв           | Нокаут (удар кулаком)                | 1     | 4:41 | 2 липня 2011      | Ростов-на-Дону, Росія  | Турнір ProFC «Кубок содружества наций. Финал»            |                                                               |
| Перемога  | Сероб Мінасян          | Підкорення (больовий прийом на руку) | 1     | 0:59 | 6 травня 2011     | Сімферополь, Україна   | 15 етап ProFC «Кубок содружества наций»                  |                                                               |
| Перемога  | Олексій Бєляєв         | Підкорення (больовий прийом на руку) | 2     | 1:45 | 9 квітня 2011     | Ростов-на-Дону, Росія  | 14 етап ProFC «Кубок содружества наций»                  |                                                               |
| Перемога  | Маркус Антоніу Сантана | Підкорення (задушення руками)        | 1     | 1:28 | 9 грудня 2010     | Амман, Йорданія        | 1 турнір «Desert Force Championship»                     |                                                               |
| Перемога  | Владімір Вуковіч       | Підкорення (больовий прийом на руку) | 1     | 1:34 | 1 жовтня 2010     | Одеса, Україна         | 8 етап ProFC «Кубок содружества наций»                   |                                                               |
| Перемога  | Альберд Шарданов       | Підкорення (больовий прийом на ногу) | 1     | 1:01 | 6 серпня 2010     | Ростов-на-Дону, Росія  | 7 етап ProFC «Кубок содружества наций»                   |                                                               |
| Поразка   | Магомед Султанхамедов  | Нокаут (удар кулаком)                | 3     | 0:56 | 26 лютого 2010    | Санкт-Петербург, Росія | 2 етап «M-1 Selection Russia 2010»                       |                                                               |
| Перемога  | Василь Новіков         | Підкорення (задушення руками)        | 2     | 3:54 | 24 грудня 2009    | Київ, Україна          | Фінал «M-1 Selection Ukraine 2009»                       |                                                               |
| Перемога  | Кім Хо Чін             | Підкорення (больовий прийом на ногу) | 1     | 0:41 | 3 грудня 2009     | Санкт-Петербург, Росія | Фінал турнірів «М-1 Selection Russia» та «M-1 Challenge» |                                                               |
| Перемога  | Віктор Кузьменко       | Підкорення (больовий прийом на ногу) | 1     | 1:27 | 29 листопада 2009 | Київ, Україна          | 2 етап «M-1 Selection Ukraine 2009»                      |                                                               |
| Перемога  | Денис Федорів          | Підкорення (больовий прийом на ногу) | 1     | 0:43 | 20 вересня 2009   | Київ, Україна          | 1 етап «M-1 Selection Ukraine 2009»                      |                                                               |
| Перемога  | Олександр Долотенко    | Підкорення (задушення руками)        | 1     |      | 23 серпня 2009    | Макарів, Україна       | Турнір M-1 «Belarus vs. Ukraine»                         |                                                               |
| Перемога  | Сергій Дзиганський     | Підкорення (задушення руками)        | 1     |      | 4 липня 2009      | Донецьк, Україна       | Турнір M-1 «Donbas Open»                                 |                                                               |